# معركة جندوبة
معركة جندوبة أو معركة الأصابعة تعتبر هذه المعركة خاتمة للمعارك التي جرت في الفترة الأولى من مرحل الجهاد بطرابلس الغرب فبعد إن احتل الإيطاليون غريان في ديسمبر 1912 تجمع المجاهدون في مجموعات كبيرة اتخذت مواقعها و كانت مرتبة على الوجه الآتي الشيخ احمد السني و الشيخ خليفة بن عسكر والشيخ احمد البدوي على رأس الفي مسلح يرابطون في هنشير أبي زايد و الشيخ سليمان بن ساسي و الشيخ محمد الوحيشي و الشيخ عريبي قرادة و الشيخ محمد بيري وصالح افندي الخضراوي و الشيخ محمد بن سعيد و تقدر القوات التي تحت قيادتهم بثلاثة آلاف مقاتل في الحوض، وكان الشيخ محمد بن عامر المقرحي و الشيخ محمد بن الحاج حسن و الشيخ محمد الوفاتي و تقدر قواتهم بالفي مسلح قد اخذوا اماكنهم في قبر زايد و بئر مداكم، و كان الملازم خليفة خالد بمحور جندوبة وهناك قوة احتياط أخرى لا تتعدى الالف تحت قيادة الشيخ احمد الشرع و اما الخيالة فكانت مركبة من 250 فارسا تحت قيادة الشيخ محمد بن عمر البوسيفي و اما الرابطة الشرقية و منطروس فكانت بها قوات قوامها الفا مسلح تحت قيادة سليمان باشا الباروني و كان الشيخ سوف المحمودي يرابط في بئر الغنم على رأس الف وخمسمائة من المجاهدين والرابطة للوقوف في وجه الزحف الإيطالي نحو الجبل وكانت هذه القوة الوطنية بقيادة سليمان الباروني وتحركت القوة الإيطالية من تبودات في ثلاث تشكيلات سرعان ما اشتبكت في صدام عنيف مع المجاهدين عند مرتفعات الاصابعة وقد قام المجاهدون بهجوم تطويقي في المرحلة الأولى من المعركة إلا إن تحرك القوات المعادية بتشكيلاتها المتعددة فوت إمكانية السيطرة على الموقف. ووضعت الخطة الإيطالية على أساس توجيه قوة من تبودات نحو وادي جندوبة في اتجاه الأصابعة اما القوة الثانية فتتحرك من العزيزية في محاولة لتطويق مواقع المجاهدين في منطروس والرابطة الغربية بهدف السيطرة على الجبل تمهيدا للتوغل في دواخل طرابلس. وترى المصادر الإيطالية ان انتصارها في المعركة قد هيّأ لها فرصة النفاد إلى الجبل وأعطاها مفاتحه.[بحاجة لمصدر]
إلا إن الإيطاليين لم يتمكنوا من ذلك الا بعد معركة مريرة تكبدوا فيها خسائر فادحة لقد لقى حتفة كثير من كبار ضباط الجيش الايطالي منهم الجنرال كانتوري و غيره من ذوي الرتب كما أبلى المجاهدون في هذه المعركة بلاء حسناً وكانوا يعملون جميعا تحت قيادة كبار رجالات الحركة الوطنية في ذلك الوقت واستشهد من المجاهدون عدد كبير وغلبوا على أمرهم بعد نفاذ الذخيرة وسيطرة القوة.
و مع ذلك فإن قسما كبيرا من المجاهدين لم يلق السلاح وظل على إصراره على مقاومة العدو ونذكر منهم العاملين تحت قيادة محمد بن عبدلله البوسيفي الذي رفض الاستسلام ولجأ إلى القبلة والجنوب حيث تصدى لقوات مياني في أول زحف للقوات الإيطالية على فزان وخاض ضده معركة الشب واشكدة ومحروقة واستشهدا في معركة محروقة بعد أن ترك ثورة مشتعلة في تلك المناطق تلاحقت احداثها حتى أدت إلى جلاء القوا الإيطالية عن فزان وكانت سببا رئيسياً في كافة النكبات والهزائم والانسحابات التي أصيب بها الإيطاليون والتي انتهت بهم إلى الهزيمة الكبرى في القرضابية.